# Canserbero
 (août 2024).
Tirone José González Orama,, mieux connu sous son nom de scène Canserbero, né le 11 mars 1988 à Caracas et mort le 20 janvier 2015 à Maracay, est un philosophe[réf. nécessaire] et chanteur de hip-hop vénézuélien.

## Biographie
Tirone José González Orama mieux connu sous son nom de scène Canserbero est né le 11 mars 1988 à Caracas et mort le 20 janvier 2015 à Maracay.
C’est un philosophe et chanteur de hip-hop vénézuélien il a commencé à s'exprimer à travers la musique et le rap en freestyle à onze ans, artiste hip-hop qui a sorti cinq albums studio au cours de ses quatorze années de carrière on se souvient de lui pour des chansons puissantes telles que "Pensando en Ti" "Maquiavélico" et "Es Épico",
Le rappeur vénézuélien Canserbero est considéré par le magazine Rolling Stone comme le meilleur rappeur espagnol, 
Au cours de sa carrière il a eu l'occasion de collaborer avec Mala Rodríguez.
Selon les journaux vénézuéliens, il s’était suicidé en se jetant par la fenêtre du dixième étage après avoir assassiné son producteur et meilleur ami, Carlos Molnar, bassiste du groupe de reggae Zion TPL.
Mais huit ans après retournement de situation[style trop lyrique ou dithyrambique] le rappeur vénézuélien Canserbero, ne s’est en réalité pas suicidé en 2015 mais a été assassiné, a révélé mardi le parquet après avoir rouvert le dossier, le procureur général Tarek William Saab a présenté à la presse des vidéos contenant les aveux des « deux assassins » de Tyrone Gonzalez dit Canserbero et expliqué dans le détail les circonstances de la mort du rappeur. 
Le parquet avait rouvert l’enquête en novembre l’exhumation du corps du chanteur et une nouvelle autopsie ont permis de déterminer que Canserbero ne s’était pas jeté du 10e étage d’un immeuble à Maracay juste après avoir assassiné à coups de couteau son ami Carlos Molnar au cours d’une bagarre 
Natalia Amestica, la femme de Carlos Molnar raconte les avoir drogués tous les deux puis les avoir poignardés à plusieurs reprises elle a ensuite appelé son frère Guillermo pour qu’il l’aide à dissimuler le double meurtre les deux ont mis en scène une bagarre entre Canserbero et son ami frappant son cadavre puis jeté le corps de Canserbero dans le vide la sœur et le frère ont versé des pots-de-vin aux policiers arrivés sur place pour accréditer la thèse du suicide, la nouvelle enquête a permis de déterminer que le mobile du crime était un différend sur une importante somme d’argent après une tournée en Argentine et au Chili financée par les Amestica six personnes sont en détention et plusieurs en fuite, Le parquet a notamment émis des mandats d’arrêt contre six des sept policiers arrivés les premiers sur les lieux du crime,le septième policier impliqué est mort en 2018… Ils ont reçu 10 000 dollars, changé le site la scène de crime et agi pour favoriser la thèse du suicide.
Le parquet a également ordonné l’arrestation d’une médecin légiste et de deux procureurs qui avaient participé aux premières enquêtes. Un procès aura lieu mais le procureur n’a pas précisé de date.

## Discographie
Considéré comme le rappeur le plus important de l'amerique latine et le plus grand du Venezuela, il a fait paraître 6 Albums :
- 2009 : Guia para la accion
- 2009 : Canserbero y Lil Supa : indigos
- 2010 : Vida
- 2012 : Muerte
- 2013 : Apa y Can
- 2014: Give me 5